# チャーチ・ミリタント
チャーチ・ミリタント （Church Militant）は、ミシガン州に拠点を置くウェブサイトで、501(c)(3)団体のセント・ミカエルズ・メディア（St. Michael's Media）によって運営されている。